# GPS-signaler

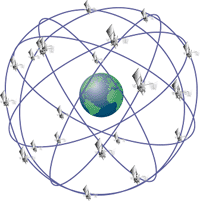
Konfiguration av GPS-satelliter, som sänder ut de signaler som kan användas för positionsbestämning.

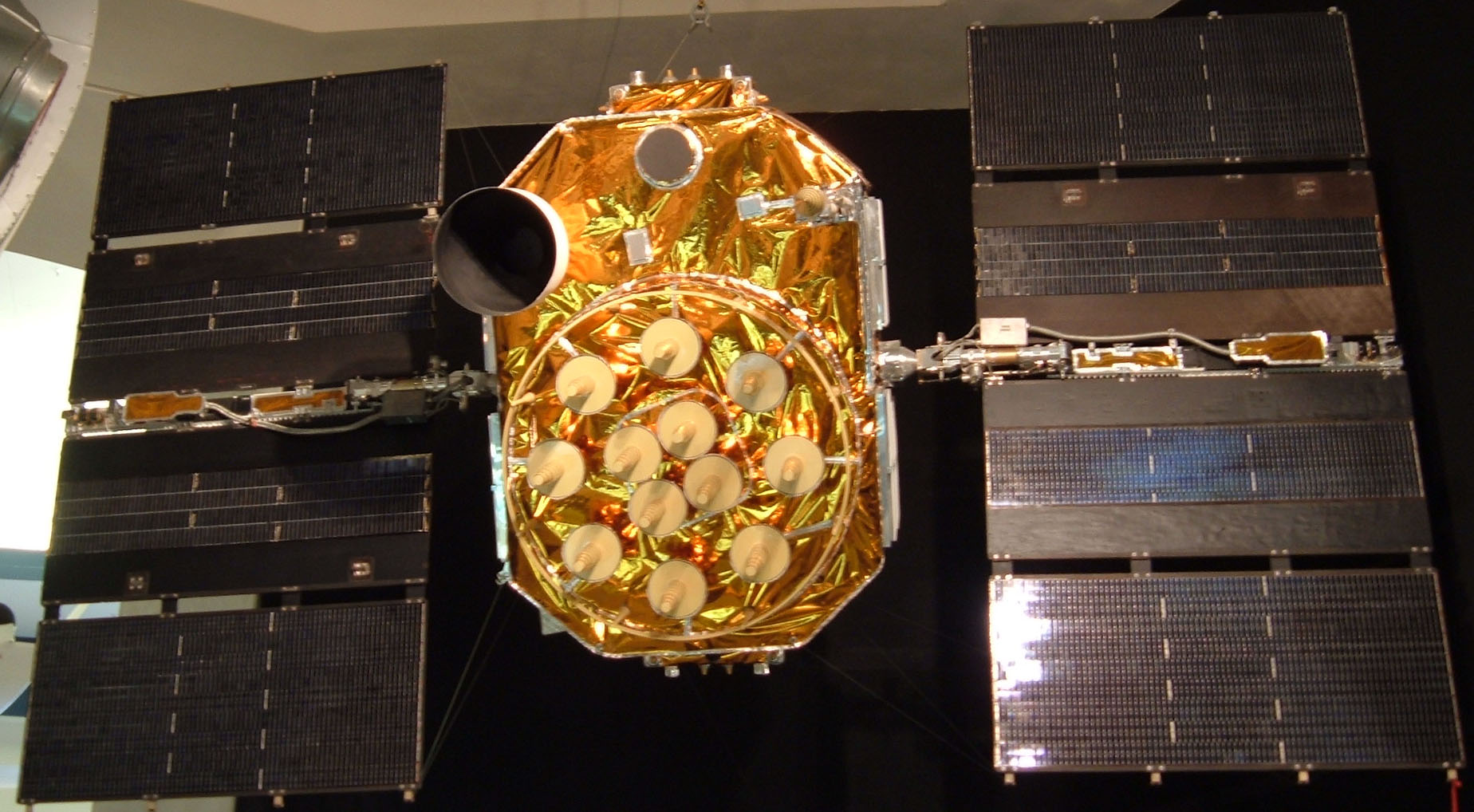
GPS-satellit

GPS-signaler är de radiosignaler som sänds ut av de satelliter som ingår i det amerikanska satellitnavigeringssystemet NAVSTAR GPS. Signalerna sänds på två radiofrekvenser och består av information om bland annat tid, datum, vilka satelliter som är aktiva och deras lägen. En del av informationen är krypterad och används av USA:s militär medan resten är tillgänglig för allmänheten. Med hjälp av signalerna kan en GPS-mottagare beräkna sitt läge. Med den krypterade informationen kan läget beräknas noggrannare och det blir även svårare att störa signalen.

## Ursprungliga signaler

### Koder för avståndsbestämning
Det ursprungliga GPS-systemet innehöll två signaler för avståndsbestämning mellan satellit och mottagare, Coarse/Acquisition-koden (C/A-koden), och Precision-koden (P-koden). C/A-koden är allmänt tillgänglig, medan P-koden normalt är begränsad till militär användning. Systemet byggdes upp med tanken att de militära mottagarna först skulle låsa på den enklare C/A-koden och få en ungefärlig positionsbestämning och exakt tid, och med hjälp av denna information lättare synkronisera med P-koden, som möjliggör en mer exakt bestämning.

#### C/A-kod
C/A-koden (Coarse/Acquisition code) består av en följd av 1023 binära tvåfasmoduleringar på bärvågen med bithastigheten 1,023 Mbit/s, vilket innebär att C/A-koden upprepar sig varje millisekund. Den är en pseudoslumptalskod (så kallad PRN-kod) där de olika satelliternas kodsekvens är i hög grad olika och ortogonala mot varandra. Detta innebär att ett slags CDMA-princip används för att möjliggöra för en mottagare att ta emot signaler från flera olika satelliter på samma frekvens.

#### P-kod
P-koden (Precision code) används för avståndsbestämning mellan satellit och mottagare. Den är en PRN-kod i likhet med C/A-koden, men består för en enskild satellit av en mycket längre följd (6,1871 × 1012 bitar) av binära tvåfasmoduleringar på bärvågen med överföringshastigheten 10,23 Mbit/s. Den kompletta P-koden består av 2,35 × 1014 bitar och har en period på 267 dygn. Varje enskild GPS-satelliet sänder ut ett veckolångt segment av P-koden och detta avsnitt återstartas varje vecka.

#### W-kod och Y-kod
För att förhindra dels icke auktoriserad användning av P-koden och dels störning av systemet genom att falsk satellitdata ersätter den korrekta signalen, krypteras P-koden. Den så kallade W-koden används för att modulera P-koden, och den resulterande koden kallas Y-koden (och även P(Y)-kod). Systemet kallas anti-spoofing (förkortas A-S eller AS) och Y-koden (snarare än P-koden) är vad GPS-satelliterna faktiskt sänder ut sedan anti-spoofingsystemet slogs på 31 januari 1994.

### Navigationsmeddelande
| Delram | Ord  | Beskrivning                                                     |
| ------ | ---- | --------------------------------------------------------------- |
| 1      | 1–2  | Telemetri- och överföringsord (TLM, HOW)                        |
| 1      | 3–10 | Satellitklocka, GPS-tidsrelation                                |
| 2–3    | 1–2  | Telemetri- och överföringsord (TLM, HOW)                        |
| 2–3    | 3–10 | Efemerid (exakt satellitbana)                                   |
| 4–5    | 1–2  | Telemetri- och överföringsord (TLM, HOW)                        |
| 4–5    | 3–10 | Almanacka (del) (översikt av satellitnätverket, felkorrigering) |
Förutom koderna för avståndsbestämning behöver mottagaren diverse detaljerad information, framför allt klockdata (datum och tid), information om varje satellits position och om nätverkets uppbyggnad. Denna information sänds ut i något som kallas navigationsmeddelande (navigation message), eller alternativt satellitmeddelande, och sänds ut genom att moduleras på såväl C/A- som P(Y)-koderna med en överföringshastighet av 50 bit/s.
Navigationsmeddelandet är uppbyggt som en dataram (frame) om 1500 bitar, som är uppdelat i fem delramar (subframe) om 300 bitar vardera. Varje delram tar således 6 sekunder att sända, och varje ram 30 sekunder. Varje delram är uppdelat i tio ord (word), varav det första är ett telemetriord (telemetry word, TLM) och det andra är ett överföringsord (handover word, HOW). Därefter följer åtta ord som innehåller respektive delrams faktiska datainnehåll. Telemetriordet möjliggör för mottagaren att detektera när en delram börjar och vid vilken mottagarklocktid som navigationsdelramen börjar. Överföringsordet specificerar vilken delram som för tillfället sänds.
Innehållet i de fem delramarna består av tre delar, och framgår av tabellen till höger. Almanackan, som sänds i delram 4-5, innehåller dock totalt sett så mycket information att endast 1/25 av almanackan sänds i varje ram. Således går det åt 25 dataramar, eller 12,5 minuter, för att sända hela almanackan från en enskild satellit.

#### Pseudoavståndsmätning
När en delram har lästs och tolkats av GPS-mottagaren är det möjligt att beräkna tidpunkten när nästa delram sänds genom att använda klockkorrigeringsdata, telemetriordet och överföringsordet. Detta möjliggör beräkning av signalens transittid och därmed det så kallade pseudoavståndet (pseudorange). En GPS-mottagare är därför kapabel att göra en ny pseudoavståndsmätning var 6:e sekund, i samma takt som delramarna sänds. Pseudoavståndmätningen (pseudorange measurement), som även kallas kodmätning används i första hand av enklare GPS-mottagare och ger vanligtvis en positionsbestämning med en noggrannhet på 10–15 meter.

#### Predikterade bandata
Predikterade bandata är inom GPS bandata som beräknas ur registreringar på spårstationer. De bandata som sänds ut via GPS-satelliterna, Broadcast Ephemeris, är predikterade bandata.
Efemerid' (ephemeris) ingår i delram 2-3 och används för att beräkna satellitens exakta position vid meddelandets start. Efemeriddata är färskvara (till skillnad mot almanackan) och anses giltiga högst fyra timmar, men sänds alltså var 30:e sekund. Positionsbestämning är ej möjlig innan mottagaren har tagit emot korrekta efemeriddata från respektive av de satelliter som positionsbestämningen bygger på.
Efemeriddata uppdateras typiskt varannan timme.

#### Almanacka
Data i almanackan (almanac) hjälper mottagaren att bestämma vilka satelliter den ska leta efter, för att kunna lyssna av dessa satelliters efemerider. Almanackan, som totalt sett omfattar 15 000 bitar, innehåller data som är giltiga i upp till 180 dagar, och sänds således var 12,5:e minut av varje satellit. De data som ingår i almanackan är aktuella översiktliga bandata och statusinformation för varje satellit i GPS-konstellationen, en jonosfärmodell och data för att relatera GPS-tiden till UTC-tid. En viktig skillnad mellan efemeriden och almanackan är således att varje GPS-satellit endast sänder sina egna (exakta) bandata i efemeriden, medan varje GPS-satellit sänder alla GPS-satelliters (ungefärliga) bandata i almanackan.
Jonosfärmodellen i almanackan möjliggör för enfrekvensmottagare att korrigera för jonosfärfel, vilket är den största felkällan för enfrekvensmottagare. Korrigeringen blir dock inte lika exakt som för system som WAAS eller tvåfrekvensmottagare.
Almanackan uppdateras typiskt en gång var 24:e timme.

### Frekvenser och signaluppbyggnad

Moduleringsschema för GPS-signaler

Koderna för avståndsbestämning och navigeringsmeddelandet moduleras på en bärvåg innan det sänds ut. I den ursprungliga GPS-designen användes två frekvenser, en på 1575,42 MHz (10,23 MHz × 154) kallad L1, och en andra på 1227,60 MHz (10,23 MHz × 120), kallad L2. C/A-koden sänds på L1-frekvensen som en 1,023 MHz-signal med fasmoduleringsmetoden BPSK. P(Y)-koden sänds på både L1- och L2-frekvenserna som en 10,23 MHz-signal, även den med BPSK-modulering. P(Y)-koden är dock 90° ur fas med C/A-koden.
Utnyttjandet av två frekvenser utsända från samma satellit innebär inte bara redundans och ökad motståndskraft mot störning, utan även att det är möjligt att direkt mäta och därför eliminera de fel som beror på fördröjningar genom jonosfärens inverkan.
Från och med GPS IIF sänds också signaler på en tredje bärvåg, L5, på frekvensen 1176,45 MHz. Denna frekvens är beskyddad av den Internationella Teleunionen (ITU) som en livsviktig signal ("Safety-of-Life") för flygplansnavigation och måste skyddas mot störningar. Bärvågen är modulerad med 10 gånger så långa koder som L1, vilka också klockas med en 10 gånger högre frekvens, så att kodens periodtid är 1 ms. Bandbredden blir då 10 MHz vilket ger motsvarande bättre avståndsopplösning. Signalnivån in på en mottagarantenn på jorden är ungefär den dubbla jämfört med L1 vilket också förbättrar prestanda.

### Demodulering

Demodulering och avkodning av GPS-signaler som använde C/A-koden

Eftersom alla satellitsignaler moduleras på samma L1-bärfrekvens måste GPS-mottagaren separera dem efter demodulering. Detta göra genom att tilldela varje satellit en unik binär sekvens som kallas Goldkod (Gold code, uppkallade efter upphovsmannen Robert Gold). Signalerna avkodas, efter demodulering, med modulo 2-addition av Goldkoden som motsvarar satelliterna n1 till nk, där k antalet kanaler i GPS-mottagaren och n1 till nk är satelliternas PRN-nummer (PRN identifier). Varje satellits PRN-nummer är unikt och ligger i intervallet 1 till 32. Resultatet av modulo 2-additionerna är 50 bit/s-navigationsmeddelandena från satellit n1 till nk.

#### Goldkoder
De Goldkoder som används i GPS är en sekvens med 1023 bitar och en period på en millisekund. Dessa Goldkoder är höggradigt ortogonala, vilket gör det mycket osannolikt att en satellitsignal skall misstolkas som en annan, och dessutom har de goda autokorrelationsegenskaper.
Det finns 1025 olika Goldkoder med en längd av 1023 bitar, men enbart 32 används i GPS-systemet. Dessa Goldkoder kallas ofta pseudoslumptalskoder (pseudo random noise code, PRN code) eftersom de inte innehåller några data och anses se ut som slumptalssekvenser. Beteckningen PRN-kod kan dock vara missvisande, eftersom Goldkoderna faktiskt är deterministiska sekvenser.

## Moderniserade GPS-signaler
En modernisering av GPS-systemet under beteckningen "GPS III" tillkännagavs 1998 och godkändes av USA:s kongress 2000. Moderniseringen omfattar nya markstationer och nya satelliter, med ytterligare navigationssignaler för både civila och militära användare i syfte att öka precisionen och tillgängligheten. Tidsplanen för implementeringen sträcker sig till 2013 och senare.